# Sphenodon
Chi Sphenodon là một chi gồm loài bò sát gọi là tuatara (tiếng Anh) đặc hữu của New Zealand. Dù bề ngoài trông giống thằn lằn, chúng thuộc một dòng bò sát riêng, trong bộ Rhynchocephalia. Tên "tuatara" bắt nguồn từ tiếng Māori, có nghĩa là "đỉnh nhọn trên lưng". Đây là chi duy nhất còn sinh tồn trong bộ Rhynchocephalia bắt nguồn từ Kỷ Tam Điệp khoảng 240 triệu năm trước, và phát triển mạnh trong kỷ nguyên Đại Trung sinh. Tổ tiên chung gần nhất của chúng là các loài trong Bộ Bò sát có vảy (Squamata) (thằn lằn và rắn). Vì lý do này, loài tuatara được quan tâm đến bởi những nhà nghiên cứu về sự tiến hóa của thằn lằn và rắn.
Tuatara có màu xám hay nâu xanh, đạt chiều dài 80 cm (31 in) từ mõm đến chóp đuôi và nặng đến 1,3 kg (2,9 lb) với một dãy gai trên lưng, đặc biệt nổi bật ở con đực. Bộ răng của chúng, gồm hai hàng răng nhọn hàm trên chồng lên một hàng răng hàm dưới, là độc nhất trong các động vật. Chúng có thể nghe, tuy không có tai ngoài, và có một số nét độc đáo ở bộ xương được lưu giữ từ cá. Dù tuatara hay được gọi là "hóa thạch sống", nghiên cứu giải phẫu cho thấy chúng đã thay đổi một cách đáng kể từ thời Đại Trung Sinh. Khi lập bản đồ bộ gen, các nhà nghiên cứu phát hiện rằng chúng có từ 5 đến 6 tỉ cặp cơ sở trong trình tự axit nucleic.
Sphenodon punctatus đã được pháp luật bảo vệ từ năm 1895. Loài thứ hai, S. guntheri, được công nhận 1989 song vào năm 2009, nó được tái phân loại làm một phân loài. Tuatara, như nhiều động vật bản địa New Zealand, bị đe dọa bởi sự mất môi trường sống và các loài ngoại lai, như chuột lắt (Rattus exulans). Chúng từng biến mất trên hai đảo chính, được bảo tồn chỉ trên 32 đảo ngoài khơi, cho tới năm 2005, khi một số cá thể được thả vào khu cư trú Karori.